# Archocyrtus kovalevi
Archocyrtus kovalevi — викопний вид двокрилих комах родини акроцерид (Acroceridae), що існував у пізній юрі, 160 млн років тому. Скам'янілі відбитки комахи знайдені у відкладеннях формації Карабастау в Казахстані.

## Опис
Тіло завдовжки 5-7,5 мм, довжина крила до 5 мм. У Archocyrtus kovalevi хоботок був вдвічі довшим за довжину тіла. Припускається, що вид був запилювачем вимерлих насінних рослин, найімовірніше бенетитів. Наприклад, репродуктивні органи у шишках Williamsoniella karataviensis знаходяться на глибині, що відповідає довжині хоботка A. kovalevi.